# Movimento Socialista Panellenico
Il Movimento Socialista Panellenico – PASOK (IPA: [paˈsok]) (in greco: Πανελλήνιο Σοσιαλιστικό Κίνημα – ΠΑΣΟΚ, Panellinio Sosialistiko Kinima; IPA: [paneˈlinjo sosjalistiˈko ˈcinima]) è un partito politico greco di centro-sinistra, d'ispirazione socialdemocratica e socioliberale.
Nel 1981 formò il primo governo di sinistra greco dall'inizio della guerra fredda, divenendo ben presto il protagonista della politica ellenica negli anni ottanta e novanta. Alle elezioni legislative del 7 marzo 2004 venne però sconfitto da Nuova Democrazia, partito di centro-destra, il che lo fece passare all'opposizione fino all'autunno del 2009, quando riconquistò il governo del paese.
Il PASOK è membro del Partito Socialista Europeo e dell'Internazionale Socialista. Nel 2019 il PASOK elesse due dei 21 deputati greci al Parlamento Europeo.
Il 31 gennaio 2006 il presidente del partito e futuro premier, George Papandreou, venne eletto presidente dell'Internazionale Socialista.
Il 18 marzo 2012 Papandreou si dimise e gli succedette Evangelos Venizelos, il quale dopo le prime elezioni del 2012 rifiutò l'incarico di formare il governo.
Il 14 giugno 2015 le primarie del partito videro vincere una donna, Fofi Gennimata.
Nel marzo 2018 il partito aderì, insieme ad altri partiti di centro-sinistra, alla coalizione Movimento per il Cambiamento.

## Storia

### Fondazione
Il PASOK è stato fondato il 3 settembre 1974 in seguito alla caduta del regime dei colonnelli e al ripristino delle istituzioni democratiche. Il fondatore è stato Andreas Papandreou, figlio del leader liberale Geōrgios Papandreou. I principi del partito al momento della formazione erano “Indipendenza nazionale, Sovranità popolare, Emancipazione sociale, Processo democratico”. Il partito è stato guidato dalla costituzione per 24 anni dalla “dinastia” dei Papandreou.

### I primi anni
Alle elezioni parlamentari del 1974, il PASOK ottenne il 13,5% e 15 seggi su 300, giungendo dietro al partito di centrodestra Nuova Democrazia di Kōnstantinos Karamanlīs e al centrista Unione di Centro - Nuove Forze guidato da Geōrgios Mavros. Alle successive elezioni del 1977 il PASOK superò i liberali, raddoppiò i consensi e ottenne 92 seggi, divenendo la prima forza di opposizione.

### Partito di governo
Le elezioni del 1981 videro l'affermazione del PASOK con il 48% dei voti, pari a una rappresentanza parlamentare di 173 seggi, e condussero alla formazione del primo governo socialista nella storia greca dal 1924. Sebbene Papandreu avesse promesso in campagna elettorale il ritiro della Grecia dalla NATO e dalla Comunità Economica Europea, una volta al potere cambiò posizione rispetto ad entrambe le istituzioni.
Nel 1985 il governo modificò la Costituzione togliendo molti poteri al Presidente a favore del Primo Ministro e del Consiglio dei ministri. Venne approvata l'equiparazione dei matrimoni civili a quelli religiosi.
Alle elezioni del giugno 1985 il PASOK ottenne il 45% dei voti e 161 seggi, assicurandosi una stabile maggioranza per il secondo mandato di governo. Il ministro della Giustizia del secondo governo socialista, V. Rotis, creò un caso diplomatico a causa della gestione del caso di Abdel Osama Al-Zomar, arrestato in Grecia in quanto sospettato di essere la mente delle bombe alla Sinagoga di Roma del 1982 che uccisero un bambino di tre anni. Dopo che la Corte Suprema ordinò l'estradizione in Italia, Rotis non attuò la decisione affermando che gli atti di Al-Zomar erano da inquadrarsi nella lotta di liberazione della Palestina, e dunque non potevano considerarsi di natura terroristica. Rotis consentì ad Al-Zomar di espatriare in Libia.
Dal 1988 la popolarità del governo iniziò a declinare a causa, da un lato di una serie di scandali finanziari e a episodi di corruzione che coinvolgevano dei ministri e lo stesso Papandreou, e dall'altro delle misure fiscali restrittive, attuate dopo le politiche keynesiane che avevano caratterizzato il primo mandato. Allo stesso tempo, la salute del leader iniziò a peggiorare.
Alle elezioni del giugno 1989 il PASOK ottenne il 40% dei voti contro il 45% di Nuova Democrazia. Tuttavia, il PASOK aveva modificato la legge elettorale un anno prima delle elezioni, rendendo più difficile al partito di maggioranza relativa la formazione del governo; l'impasse condusse a elezioni anticipate nel mese di novembre dello stesso anno, che diedero un risultato analogo. Dopo un breve periodo di governo di grande coalizione con la partecipazione del PASOK, le elezioni dell'aprile 1990 segnarono il ritorno al potere di Nuova Democrazia; tuttavia, il vantaggio del 7% nei consensi, si tradusse in una risicata maggioranza parlamentare di 152 seggi su 300, mentre il PASOK poteva contare su 121 deputati.
All'opposizione, la leadership del PASOK entrò in crisi quando Papandreou fu processato per il suo presunto coinvolgimento nello scandalo della Banca di Creta, dal quale risultò non colpevole.
Le elezioni del 1993 segnarono il ritorno del PASOK al governo, con il 46,3% dei voti. La rielezione fu considerata da molti pronunciamento popolare contro le accuse giudiziarie. Nel 1995 la salute di Papandreou iniziò a deteriorarsi e si aprì una fase di conflitto per la leadership.

### Il periodo della “modernizzazione”
Nel gennaio 1996 Papandreou fu costretto alle dimissioni dopo un lungo periodo di ricovero ospedaliero protrattosi per tre mesi durante il quale conservò la carica di Primo Ministro; Papandreou morì sei mesi più tardi. Gli successe alla guida del governo Costas Simitis, candidato dell'ala modernizzatrice e filo-europea del partito, che sconfisse il candidato proposto dal leader scomparso Akis Tsohatzopoulos. Nei primi giorni dopo la sua elezione, Simitis dovette affrontare la più grave crisi politica che colpì la Grecia negli ultimi vent'anni, la crisi di Imia. Simitis fu criticato per la debole posizione verso la Turchia e soprattutto per aver richiesto l'intervento americano.
Al congresso dell'estate 1996, dopo la morte del leader, Simitis fu eletto alla guida del partito e indisse elezioni anticipate, cercando la legittimazione popolare. Sebbene la crisi di Imia avesse parzialmente offuscato la sua immagine, la prosperità economica e la sua concretezza gli consentirono di vincere le elezioni di settembre con il 41,5% dei consensi. Sotto la guida di Simitis, il PASOK ottenne due principali successi: l'assegnazione delle Olimpiadi del 2004 ad Atene nel 1997 e l'ingresso nella Zona Euro nel 2001, dalla quale la Grecia era stata esclusa nel 1998 per il mancato raggiungimento dei criteri di convergenza. Successivamente, poi, si è scoperto che i conti erano stati truccati e che in realtà la Grecia non aveva rispettato i parametri di Maastricht al momento dell'ingresso nell'unione monetaria.
Simitis fu riconfermato nell'aprile 2000 con una vittoria risicata con il 43,8% dei voti e 158 seggi; tuttavia, un risultato notevole per un partito al governo quasi ininterrottamente per 20 anni.
Nel 2000, dopo l'omicidio del brigadiere Stephen Saunders da parte dell'Organizzazione Rivoluzionaria 17 novembre, e soprattutto per la preoccupazione che le Olimpiadi potessero rappresentare un obiettivo terroristico, il partito subì notevoli pressioni per consegnare il gruppo terroristico alla giustizia. Il governo intensificò gli sforzi e, con una serie di operazioni avviate il 29 giugno 2002 i membri del Gruppo 17 novembre furono catturati e processati.

### Il periodo di opposizione

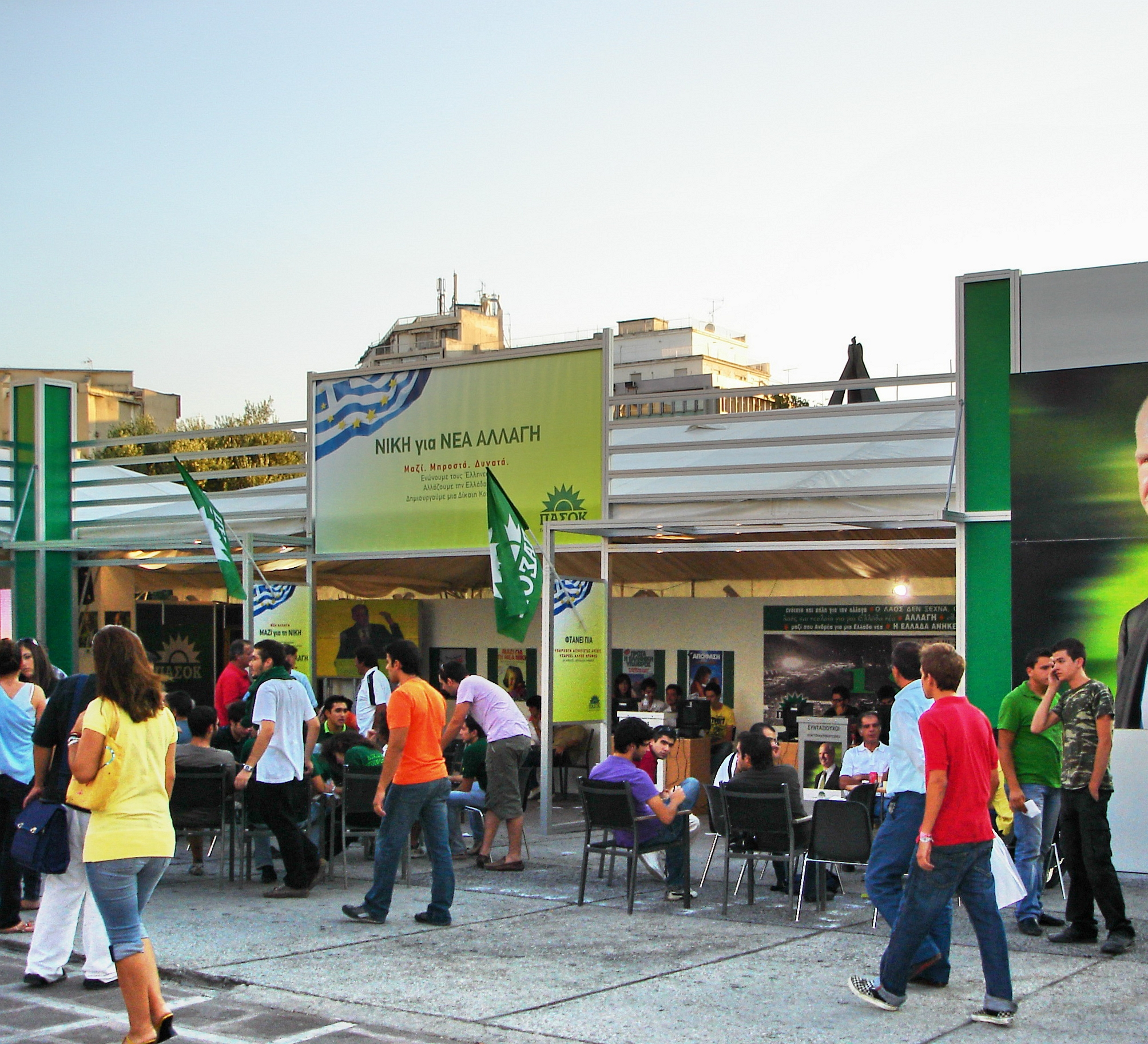
La campagna elettorale del PASOK, nel 2007

Tuttavia, il PASOK stava perdendo il tradizionale contatto con la classe media e i lavoratori. Per accrescere le possibilità di vittoria del partito alle successive elezioni, il 7 gennaio 2004 Costas Simitis ha annunciato le dimissioni da leader del partito, venendo sostituito da George Papandreou, figlio di Andreas Papandreou. Il PASOK riteneva che Papandreou potesse recuperare lo svantaggio del 7% nei confronti di Nuova Democrazia guidato da Kōstas Karamanlīs rilevato dai sondaggi elettorali. Papandreou riuscì a portare lo svantaggio al 3%, ma non a cambiare l'immagine di partito al potere da troppo tempo, inconcludente e corrotto.
Le elezioni del 7 marzo 2004 furono vinte ampiamente da ND, mentre il PASOK che ottenne il 40,55% dei consensi e 117 seggi, passò dopo undici anni all'opposizione.
Alle elezioni politiche anticipate del 2007 il PASOK ha ottenuto il 38,1% dei voti, perdendo il 2% rispetto al 2004. I socialisti hanno eletto 102 deputati, perdendo 15 seggi. Il PASOK aveva sperato di superare i conservatori di Nuova Democrazia grazie alle forti critiche rivolte al primo ministro Kōstas Karamanlīs per i numerosi incendi scoppiati nel Peloponneso alcuni mesi prima delle elezioni. Ad avvantaggiarsi delle critiche, invece, sono stati il Partito Comunista di Grecia (8,2%, +3,6), la Coalizione della Sinistra Radicale (5%, +1,7) e il Raggruppamento Ortodosso Popolare (3,8%, + 1,6). Nuova Democrazia, nonostante il calo del 3,8%, ha comunque ottenuto 152 seggi, 2 in più della maggioranza, mantenendo, così, la guida del Paese.
George Papandreou si impegna a rinnovare il PASOK, trasformandolo dal movimento socialista-satrapico ereditato dal padre in un tentativo di modernizzazione della sinistra all'avanguardia in Europa. Secondo David Miliband, ministro degli esteri inglese del Partito Laburista, il PASOK è "una delle ispirazioni per la sinistra europea".
Tra le altre cose, Papandreou ha cercato di mettere in pratica nella vita del partito le teorie della democrazia deliberativa.

### Il ritorno al governo (2009)

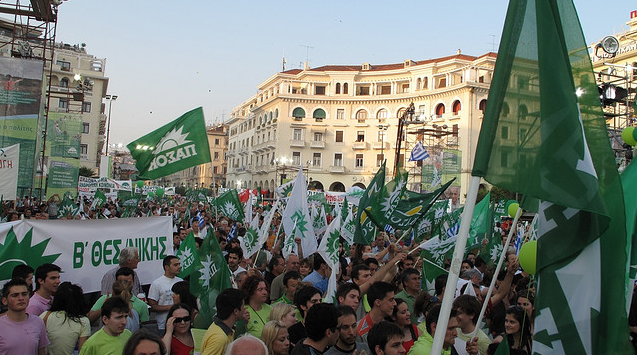
Una manifestazione di sostenitori del PASOK, a Salonicco

Due anni dopo però, il PASOK riconquista il Vouli e il governo alle elezioni del 2009.
Alle elezioni del 2009, George Papandreou sconfigge Costas Karamanlis, presidente uscente e dimissonario di un governo di centro-destra, ottenendo col PASOK il 43% dei voti e 160 seggi su 300 all'Assemblea Nazionale. Già nelle Elezioni europee del 2009 il PASOK aveva sorpassato ND.
Il nuovo governo di George Papandreou si insedia il 6 ottobre 2009.

### La nuova crisi
Dopo aver indetto per poi disdire un referendum sulle politiche d'austerità imposte dall'UE, dalla BCE e dal FMI, Papandreou si dimette da primo ministro il 10 novembre 2011, nondimeno resta il leader del Pasok fino al 18 marzo 2012 che gli succederà Evangelos Venizelos. Tra il 7 e l'8 novembre 2011 le principali forze politiche greche (PASOK e ND) si sono accordate sulla nomina dell'economista Lucas Papademos a nuovo Primo ministro, dopo le dimissioni dell'esecutivo guidato da George Papandreou. Alle elezioni parlamentari del maggio 2012 il Pasok subisce un fortissimo calo di consensi, strappando un misero 13,2% e venendo superato dal Syriza. Ciononostante, Venizelos riceve dal presidente Papoulias, dopo le rinunce di ND e SYRIZA, l'incarico di formare un nuovo governo, ma vi rinuncia quasi subito. Dopo le elezioni parlamentari del giugno 2012, il PASOK, insieme a DIMAR, entra a far parte del governo del leader di ND Samaras, con un appoggio esterno.
Con l'uscita di DIMAR il 21 giugno 2013 dalla maggioranza e il contestuale passaggio all'opposizione per la chiusura della tv pubblica nazionale ERT, il PASOK rafforza la sua posizione nel Governo Samaras con l'assegnazione di Dicasteri di peso nonostante il deludente risultato elettorale e la modesta rappresentanza parlamentare ma fondamentale per conservare la maggioranza nel Parlamento Ellenico: il Presidente del PASOK Evangelos Venizelos viene nominato Vicepremier e Ministro degli Esteri, Giannis Manniatis Ministro dell'Energia e Michalis Chrisochoidis Ministro dei Trasporti e Infrastrutture.

### Elezioni europee 2014
Alle elezioni del 25 maggio 2014 il PASOK ha costituito una coalizione con piccoli partiti di centrosinistra, chiamata Ulivo - Schieramento Democratico (in greco Eliá), su ispirazione dell'omonima coalizione italiana del centrosinistra che fu guidata da Romano Prodi; la lista ha ottenuto l'8%, pari a 2 eurodeputati.

### Elezioni politiche 2015
Le elezioni politiche del 2015, svoltesi anticipatamente dopo la mancata elezione del Presidente della Repubblica, hanno visto la vittoria della maggiore forza di opposizione SYRIZA. Il PASOK ha ottenuto il peggior risultato elettorale dall'anno della sua fondazione, in termini di percentuali, voti reali e piazzamento (appena il 4,7%, pari a 289,482 voti, con 13 deputati eletti), risultando il settimo partito per consensi, nonché l'ultimo a riuscire a superare la soglia di sbarramento.
Il leader Venizelos ha accusato il suo predecessore, l'ex premier George Papandreou (fuoriuscito dal partito socialista per fondare, poco prima delle elezioni, il movimento KIDISO) di aver sottratto voti al PASOK stesso. Tuttavia, anche sommando il risultato del partito di Papandreou (2,46% pari a 152.230 suffragi)  quello del PASOK, si rimane ben lontani dal precedente record negativo del partito, avvenuto alle elezioni del 1974, ove i voti socialisti furono attorno ai 700.000.
Rispetto al 1993 (anno in cui il PASOK ottenne il 46,9% dei consensi, pari a 3.235.017 suffragi), il partito ha perso poco meno di 3 milioni di voti reali, con un crollo di oltre il 40%, risultando ai margini della vita politica del Paese.

### Primarie giugno 2015
Il 14 giugno 2015 ci son state le primarie del PASOK, volute dal presidente Evangelos Venizelos, ed è stata eletta nuovo presidente Fofi Gennimata.

### Elezioni politiche settembre 2015
Il 30 agosto, PASOK e DIMAR formano un'alleanza elettorale per le elezioni anticipate di settembre dopo le dimissioni di Alexīs Tsipras dalla carica di Primo Ministro. Ottengono insieme il 6,3% pari a 17 deputati. Si tratta delle prime elezioni in cui il partito socialista torna a crescere tornando ad essere il quarto partito del Paese dietro i neonazisti di Alba Dorata, in netto miglioramento rispetto alle elezioni di gennaio quando fu relegato al settimo posto con il 4,7% pari a 13 deputati (dodicesimo DIMAR con 0,5% e nessun eletto). La leggera crescita del partito si deve ad una nuova leadership non compromessa con il passato e alla decisione di non correre alle elezioni degli ex avversari interni di KIDISO, partito fondato dall'ex padre nobile dei socialisti greci e presidente dell'Internazionale Socialista George Papandreou.

### Il Movimento per il Cambiamento
Il 27 novembre 2017 la presidente del PASOK Fofi Gennimata annuncia la creazione di una nuova alleanza di centrosinistra chiamata Movimento per il Cambiamento (KINAL). Al progetto aderiscono PASOK, KIDISO, DIMAR e To Potami.
L'alleanza viene ufficialmente fondata il 16 marzo 2018.

## Presidenti
| # | # | Immagine | Presidente          | Mandato          | Mandato          | Elezione  | Primo ministro      |
| - | - | -------- | ------------------- | ---------------- | ---------------- | --------- | ------------------- |
| 1 |   |          | Andreas Papandreou  | 3 settembre 1974 | 23 giugno 1996†  | —         | 1981–1989 1993–1996 |
| 2 |   |          | Costas Simitis      | 30 giugno 1996   | 8 febbraio 2004  | 1996      | 1996–2004           |
| 3 |   |          | George Papandreou   | 8 febbraio 2004  | 18 marzo 2012    | 20042007  | 2009–2011           |
| 4 |   |          | Evangelos Venizelos | 18 marzo 2012    | 14 giugno 2015   | 2012      | —                   |
| 5 |   |          | Fofi Gennimata      | 14 giugno 2015   | 25 ottobre 2021† | 2015      | —                   |
| 6 |   |          | Nikos Androulakis   | 12 dicembre 2021 | in carica        | 2021 2024 | —                   |

## Risultati alle elezioni parlamentari
| Anno    | Leader              | Numero di voti | Percentuale di voti | Seggi     | Posizione in Parlamento                                                    |
| ------- | ------------------- | -------------- | ------------------- | --------- | -------------------------------------------------------------------------- |
| 1974    | Andreas Papandreou  | 666.413        | 13,6%               | 12 / 300  | Partito di opposizione                                                     |
| 1977    | Andreas Papandreou  | 1.300.025      | 25.3%               | 93 / 300  | Principale partito di opposizione                                          |
| 1981    | Andreas Papandreou  | 2.726.309      | 48,1%               | 172 / 300 | Partito di governo                                                         |
| 1985    | Andreas Papandreou  | 2.916.735      | 45,8%               | 161 / 300 | Partito di governo                                                         |
| 1989-I  | Andreas Papandreou  | 2.551.518      | 39,1%               | 125 / 300 | Principale partito di opposizione                                          |
| 1989-II | Andreas Papandreou  | 2.724.334      | 40,7%               | 128 / 300 | Parte di un governo di “grande coalizione” con ND e SYN.                   |
| 1990    | Andreas Papandreou  | 2.543.042      | 38,6%               | 123 / 300 | Principale partito di opposizione                                          |
| 1993    | Andreas Papandreou  | 3.234.777      | 46,9%               | 170 / 300 | Partito di governo                                                         |
| 1996    | Costas Simitis      | 2.813.245      | 41,5%               | 162 / 300 | Partito di governo                                                         |
| 2000    | Costas Simitis      | 3.007.596      | 43,8%               | 158 / 300 | Partito di governo                                                         |
| 2004    | George Papandreou   | 3.002.531      | 40,6%               | 117 / 300 | Principale partito di opposizione                                          |
| 2007    | George Papandreou   | 2.727.853      | 38,1%               | 102 / 300 | Principale partito di opposizione                                          |
| 2009    | George Papandreou   | 3.012.373      | 43,9%               | 160 / 300 | Partito di governo                                                         |
| 2012-I  | Evangelos Venizelos | 827.459        | 13,2%               | 41 / 300  | Nessuna maggioranza presente in Parlamento; vengono indette nuove elezioni |
| 2012-II | Evangelos Venizelos | 755.832        | 12,28%              | 33 / 300  | Appoggio esterno, con DIMAR, al governo di Nuova Democrazia                |
| 2015-I  | Evangelos Venizelos | 289.293        | 4,68%               | 13 / 300  | Partito di opposizione                                                     |
| 2015-II | Fofi Gennimata      | 341.390        | 6,28%               | 17 / 300  | Partito di opposizione                                                     |
| 2019    | Fofi Gennimata      | 457.468        | 8,10%               | 22 / 300  | In coalizione con il KINAL                                                 |
| 2023-I  | Nikos Androulakis   | 676.165        | 11,46%              | 41 / 300  | Nessuna maggioranza presente in Parlamento; vengono indette nuove elezioni |
| 2023-II | Nikos Androulakis   | 617.574        | 11,84%              | 32 / 300  | In coalizione con il KINAL                                                 |